# John Fane (9e comte de Westmorland)
John Fane, 9e comte de Westmorland (5 mai 1728 - 25 avril 1774), connu sous le nom de Lord Burghersh jusqu'en 1771, est un pair anglais et membre du Parlement.
Il est le fils aîné de Thomas Fane (8e comte de Westmorland) de Wormsley Park, Buckinghamshire et fait ses études à la Westminster School (1739-1745). Son plus jeune frère est Henry Fane (1739-1802).
Il succède à son père comme député de Lyme Regis à partir de 1762 (cédant le siège à son frère Henry en 1771).

## Lord Burghersh
En 1764, Joshua Reynolds peint son portrait en pied, Lord Burghersh. et reçoit 100 guinées pour l’œuvre illustrant le sujet vêtu de bleu, brodé d’or, dans un paysage avec le siège familial, Apethorpe Hall, à l’arrière-plan. En mai 1903, le portrait est vendu à Martin Colnaghi pour 1250 guinées .

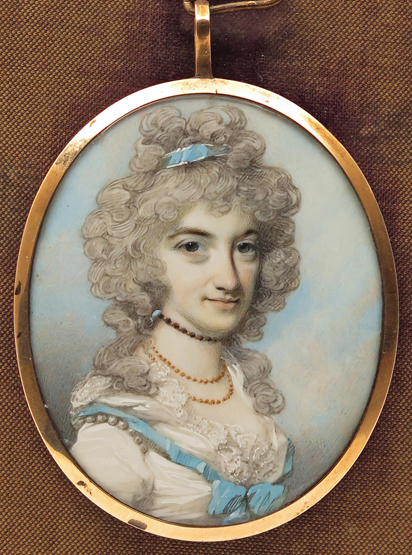
Sa deuxième épouse, Susan, comtesse de Westmorland, alias Lady Susan Gordon, alias Lady Susan Woodford, de George Engleheart

En 1771, il hérite des titres et biens de son père et siège à la Chambre des lords.

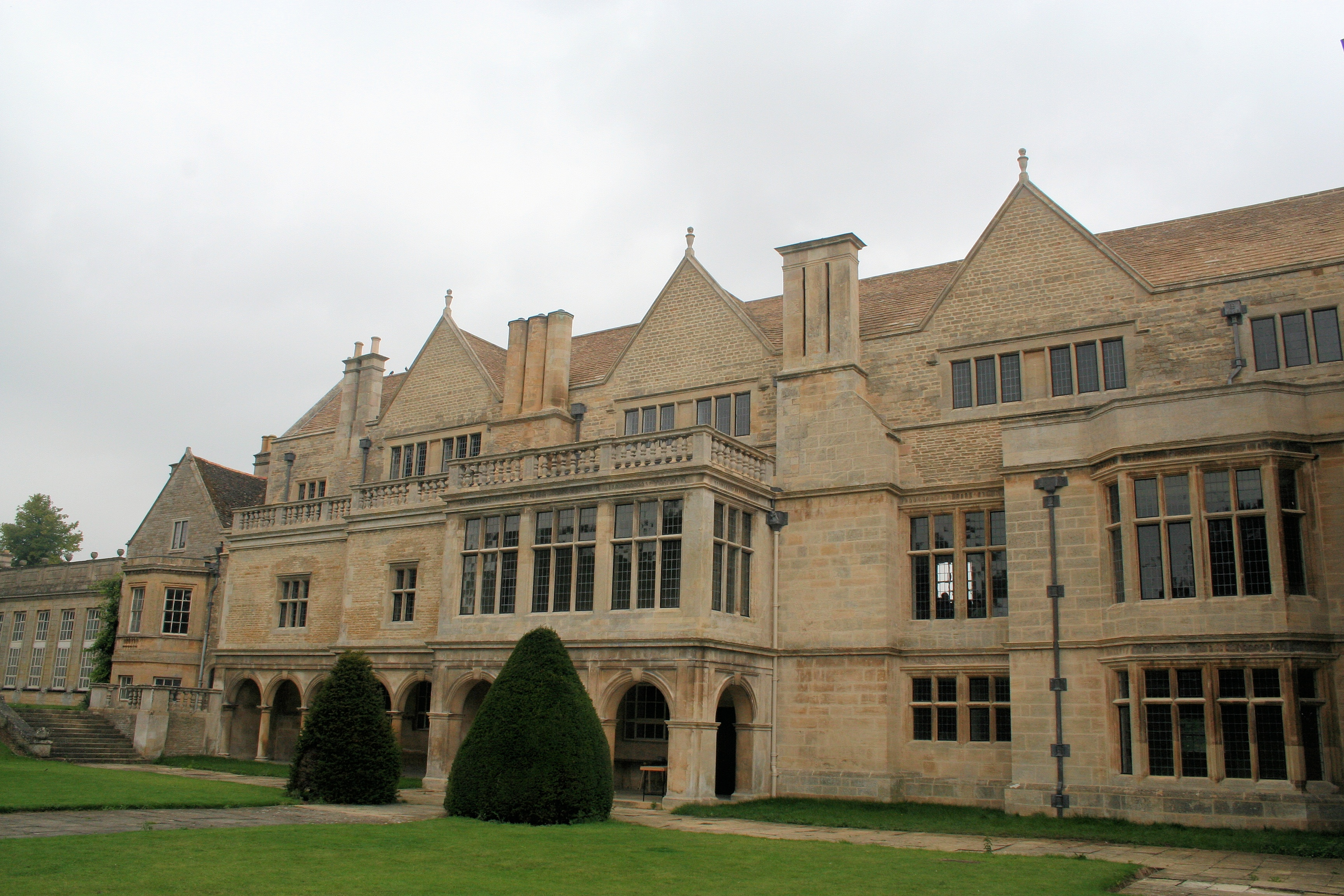
Apethorpe Hall

## Mariages et descendance
Sa première épouse est Augusta Bertie, fille de Lord Montague Bertie qu'il épouse le 26 mars 1758. Ils ont trois enfants:
- John Fane (10e comte de Westmorland) (1er juin 1759 - 15 décembre 1841)
- Thomas Fane (6 juillet 1760 - 15 avril 1807), épouse Anne Lowe en 1789
- Lady Augusta Fane (18 septembre 1761 - 6 mars 1838), mariée à William Lowther (1er comte de Lonsdale)

Sa deuxième épouse est Susan Gordon, fille de Cosmo Gordon (3e duc de Gordon) et Catherine Gordon. Ils se marient le 28 mai 1767 et ont trois enfants:
- Lady Susan Fane (3 octobre 1768 - 8 mars 1793), épouse John Drummond, le 12e Lennoch et 5e Megginch en 1788, frère du général Gordon Drummond et de Lady Hervey.
- Lady Elizabeth Fane (7 janvier 1770 - 19 mai 1844), épouse le frère de William Lowther, John Lowther
- Lady Mary Fane (19 septembre 1772 - 27 juin 1855), épouse George Fludyer, fils cadet de sir Samuel Fludyer, 1er baronnet, en 1792.

Sa veuve Susan s'est remariée avec le colonel John Woodford en 1778, et ont Alexander George Woodford.